# Parahippus
Parahippus var en av de forntida stamfäderna till den moderna hästen. Parahippus utvecklades som en undergrupp till Miohippus för ca 30 miljoner år sedan. Parahippusen levde precis som Miohippus på grässtäpper. Tänderna var nu så utvecklade att de kunde tillgodogöra sig näringen i gräset och hästarna blev större och hade mer motståndskraft. 